# Venusia
Pour plus de détails, voir Fiche technique et Distribution.
Venusia est un moyen-métrage documentaire suisse réalisé par Louise Carrin, sorti en 2016.

## Synopsis
Le film explore la relation entre une tenancière, Madame Lisa et une prostituée dans le fumoir d'un bordel de luxe à Genève.

## Fiche technique
- Titre : Venusia
- Réalisation : Louise Carrin
- Scénario : Louise Carrin
- Image : Louise Carrin
- Prise de son : Davide Cavallo
- Montage : Christine Hoffet, Antonio Trullén Funcia, Gabriel Gonzales, Louise Carrin
- Musique : Emmanuel de Giorgi
- Montage son et mixage : Philippe Ciompi
- Étalonnage : Robin Erard
- Société de production : Thera Production
- Pays d'origine : Suisse
- Durée : 35 minutes
- Genre : Moyen-métrage documentaire
- Date de sortie : mai 2016 en Suisse

## Distribution
- Madame Lisa
- Lena

## Festival
Venusia est sélectionné dans de nombreux festivals : 
- Festival international du court métrage d'Oberhausen 2016[1],[2]
- Montreal Underground Film Festival 2016[1],[3],[4]
- Festival Côté court de Pantin 2016[1],[5]
- Tabor Film Festival (Croatie) 2016
- Festival Message To Man 2016 à Saint-Pétersbourg[1],[6]
- Riga International Short Film Festival 2016[1],[7],[4]
- Festival du nouveau cinéma de Montréal 2016[1],[8]
- Indie Cork Film Festival (A festival of independent film & music, Irlande) octobre 2016
- Festival International Tous Ecrans, Genève, 2016
- Festival international de films de Saint Louis 2016[1],[9]
- Festival international du film de Vilnius 2017[1],[10]
- Les 52es Journées de Soleure, 2017
- Thessaloniki Documentary Film Festival (Grèce), 2017
- Short Waves Film Festival, 2017
- 34e Festival international du court métrage de Busan 2017[1],[11]
- DokKa Festival (Karlsruhe, Allemagne), 2017
- Aspen Film Festival (USA), 2017
- Festival International du Film d’Amiens, 2017
- Rome Film Fest (Italie), 2017
- WORM (Rotterdam, Pays-Bas), 2017

## Récompense
- Grand Prix du Festival international du court métrage d'Oberhausen, 2016 [12],[13],[14],[15],[4],[16]
- 1er Prix du Montreal Underground Film Festival, MUFF[1],[3],[4]
- Prix du moyen-métrage au Riga International Short Film Festival 2016[1],[7],[4]

## Exposition
- En novembre 2016 Venusia est projeté dans le cadre du Flaherty NYC Fall[17]
- Du 18 avril au 23 juin 2019, Venusia est projeté dans le cadre de l'exposition collective internationale Red Umbrella Struggles au Edith-Russ-Haus for Media Art à Oldenburg[18],[19]